# Ferdinands Neibergs
Ferdinands Johans Neibergs (Riga, 7 luglio 1908 – ...) è stato un calciatore lettone.

## Carriera

### Club
Nel periodo in cui ha giocato in nazionale militava nell'Union Riga.

### Nazionale
Ha giocato la sua unica partita in nazionale il 5 luglio 1931 nell'amichevole contro la Polonia, giocando per altro solo 35 minuti prima di essere sostituito da Voldemārs Žins.

## Statistiche

### Cronologia presenze e reti in Nazionale
| Cronologia completa delle presenze e delle reti in nazionale ― Lettonia | Cronologia completa delle presenze e delle reti in nazionale ― Lettonia | Cronologia completa delle presenze e delle reti in nazionale ― Lettonia | Cronologia completa delle presenze e delle reti in nazionale ― Lettonia | Cronologia completa delle presenze e delle reti in nazionale ― Lettonia | Cronologia completa delle presenze e delle reti in nazionale ― Lettonia | Cronologia completa delle presenze e delle reti in nazionale ― Lettonia | Cronologia completa delle presenze e delle reti in nazionale ― Lettonia |
| Data                                                                    | Città                                                                   | In casa                                                                 | Risultato                                                               | Ospiti                                                                  | Competizione                                                            | Reti                                                                    | Note                                                                    |
| ----------------------------------------------------------------------- | ----------------------------------------------------------------------- | ----------------------------------------------------------------------- | ----------------------------------------------------------------------- | ----------------------------------------------------------------------- | ----------------------------------------------------------------------- | ----------------------------------------------------------------------- | ----------------------------------------------------------------------- |
| 5-7-1931                                                                | Riga                                                                    | Lettonia                                                                | 0 – 5                                                                   | Polonia                                                                 | Amichevole                                                              | -                                                                       | 35’                                                                     |
| Totale                                                                  |                                                                         | Presenze                                                                | 1                                                                       |                                                                         | Reti                                                                    | 0                                                                       |                                                                         |